# Alfred Diesbach
Alfred Diesbach (* 11. April 1899 in Heidelberg; † 27. Oktober 1983 in Konstanz) war ein deutscher Politiker (SPD) und Oberbürgermeister von Konstanz von 1957 bis 1959.

## Leben
Alfred Diesbach war der Sohn von Jakob Diesbach and Franziska geb. Kettenmann. Er war verheiratet mit Gretl Schleier.
Diesbach war von 1919 bis 1950 als Schullehrer tätig. Während der Weimarer Zeit wirkte er an der Oberrealschule und der Ingenieurschule in Konstanz. Nach Kriegsende lebte er zunächst in Mannheim, wurde dort entnazifiziert und als Mitläufer eingestuft. 1948 zog er wieder nach Konstanz um und war an der „Knaben-Volksschule St. Stefan“.
Alfred Diesbach war Mitglied der Sozialdemokratischen Partei Deutschlands und trat bei den Kommunalwahlen 1948 im Konstanzer Wahlkreis 183 an. Er war Fraktionsvorsitzender der SPD im Konstanzer Stadtparlament.
Nach dem Tod des Ersten Beigeordneten (Bürgermeister) Fritz Arnold, Direktor der Stadtwerke, am 17. Juni 1950 wurde Diesbach fast einstimmig am 24. August 1950 dessen Nachfolger gewählt.
Am 17. Juli 1954 war er von der SPD nominiertes Mitglied der 2. Bundesversammlung in der Ostpreußenhalle in Berlin, bei der Theodor Heuss zum Bundespräsidenten gewählt wurde.
Bei der Oberbürgermeisterwahl am 3. November 1957 unterlag Diesbach zwar seinem Konkurrenten Bruno Helmle, aufgrund von Wahleinsprüchen konnte die Amtseinsetzung aber nicht erfolgen. Erst mit Rücktritt des Amtsinhabers Franz Knapp konnte Alfred Diesbach als Erster Bürgermeister und damit als gesetzlicher Stellvertreter Konstanzer Oberbürgermeister werden. Am 21. Juni 1959 wurde Bruno Heimle als Nachfolger gewählt.

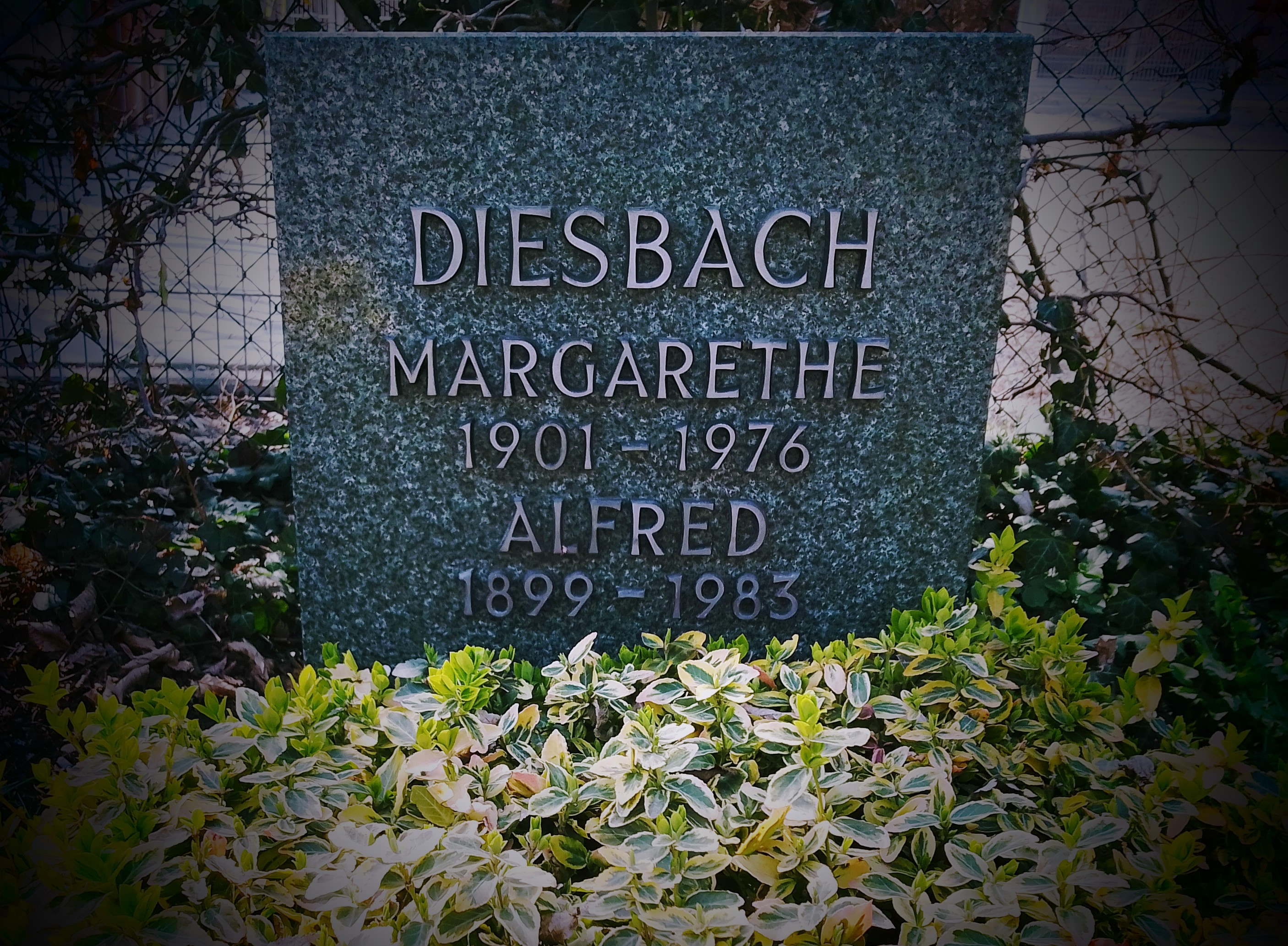
Grabstätte von Gretel und Alfred Diesbach, Hauptfriedhof Konstanz, Feld 16a

Diesbach hat zahlreiche heimatkundliche Schriften veröffentlicht. Im ersten Konstanzer Almanach von 1955 schrieb er einen vielbeachteten Aufsatz zum Thema „Bauplanung“.

## Schriften
- Die ersten Beziehungen der Stadt Konstanz zum Dorf Wollmatingen. In: Hegau. 18, 1964, S. 255–266.
- Das Konstanzer Wochenblatt 1832–1833. In: Hegau. 20, 1965, S. 243–275.
- 1847: ein Jahr wirtschaftlicher Zusammenbrüche. In: Hegau. 21/22, 1966, S. 113–126.
- Die Halbinsel Höri und die Insel Reichenau in den Jahren 1848 und 1849. In: Hegau. 23/24, 1967, S. 53–63.
- Ansprache zum 60. Geburtstag von Landrat Dr. Ludwig Seiterich. In: Hegau. 25, 1968, S. 242–245.
- Konstanz und das Hambacher Fest. In: Hegau. 25, 1968, S. 253–255.
- Der Bodanrück zu Beginn der badischen Volkserhebungen. Verfolgtenschicksale aus dem Hegau und aus dem Linzgau. In: Hegau. 26, 1969, S. 145–166.
- Konstanz während der zweiten badischen Volkserhebung im September 1848. In: Hegau. 27/28, 1970/71, S. 453–458.
- Die deutschkatholische Gemeinde Konstanz 1845–1849, Mannheim 1971, ISBN 3-920347-15-3.
- Die Fahrpost- und Briefposttarife im Badischen Seekreis und ihre Beziehung zu den Einkommensverhältnissen im 4. Jahrzehnt des 19. Jahrhunderts. In: Archiv für deutsche Postgeschichte. Heft 2 / 1975, S. 145–151.
- Die Engener Volksversammlung vom 29. März 1848 und ihrer Folgen. In: Hegau. 35, 1978, S. 223–225.
- Fünfzehnhundert Liter Wein für den Bürgermeister. Ein Meersburger Leserbrief aus dem Biedermeier.. In: Oberländer Chronik (= Heimatblätter des Südkurier). Konstanz 1979, Nr. 334.
- Die „Seeblätter“ von 1848 und 1849 umgehen in genialer Weise die Pressegesetze. In: Hegau. 38, 1981, S. 113–120.
- Redakteure, Mitarbeiter und Förderer der Konstanzer „Seeblätter“ um 1848. In: Hegau. 39, 1982, S. 139–153.